# تفاعل آرثوس
تفاعل آرثوس أو تفاعل آرتوس أو تفاعل آرثس أو تفاعل أرثاس (بالإنجليزية: Arthus reaction)‏ هو مثال على فرط التحسس الموضعي المعتمد على المعقد المناعي (النوع الثالث). هذا النوع من أمراض الحساسية يحدث بتشـكيل معقـدات مولد ضد-جسم مضاد غير ذائبة في الدم ويشمل ترسيب هذه المعقدات على جدران الأوعية الدموية، الأغشية المصلية (غشاء الجنب، الغشاء المحيط بالقلب – التامور، الغشاء الزلالي)، أو الكبيبات في الكلية.

## تاريخ المرض
تم اكتشافه على يد نيكولاس موريس أرثوس عام 1903. قام العالم أرثوس بحقن أرانب حقن تحت الجلد بمصل دم الحصان وبعد أربع حقنات لاحظ وجود استسقاء وأن الحقنة تم امتصاصها ببطء. المزيد من الحقن أدى إلى حدوث الغنغرينا.

## تطور المرض
يحدث ردة فعل أرثوس نتيجة لتكون معقدات مولد الضد-الجسم المضاد بعد القيام بحقنة أدمية لمولد الضد (كما هو الحال في المناعة المُنْفعِلة (passive immunity) ، إذا كان المريض/الحيوان قد تعرض إلى مولد الضد هذا سابقا ويملك أجسام مضادة له فسيحدث تفاعل ارتوس. وكما هو الحال التقليدي لتفاعلات فرط الحساسية النوع الثالث، فان تفاعل ارتوس يظهر على شكل التهاب في جدران الأوعية الدموية نتيجة ترسب معقدات مولد الضد-الجسم المضاد والتي تعتمد على مولد الضد كريين مناعي ج والتي تترسب على جدران الأوعية الدموية الجلدية. وينتج بشكل أساسي عن تنشيط نظام المتممة انشطار الذيفانات التأقية الذائبة (Anaphylatoxin) والتي تقوم بتوظيف الكريات البيض واستدعائها إلى مكان نشاط المتممة بالعملية المعروفة بالانجذاب الكيميائي Chemotaxis وكذلك إلى توسع الأوعية الناجم عن تحرر الهستامين نتيجة زوال حبيبات Degranulation الخلايا الصارية (وهذا يتطلب ارتباط معقدات مولد الضد-جسم مضاد بمستقبلات FcγRIII لينتج عنها الاستجابة الالتهابية. ونتيجة تراكم المزيد من العمليات المرتبطة بترسب هذه المعقدات في جدران الأوعية الدموية الخاصة بالنسيج ينتج النخر الفبريني Fibrinoid Necrosis مع نقص في تدفق الدم الطبيعي الناتج عن الخثرات المتكونة.
الناتج النهائي لمثل هذه الحالة هو احمرار وتيبس موضعي والذي عادة ما يستمر إلى يومين أو أكثر.
ونادرا ما تتم ملاحظة تفاعل أرثس بعد التطعيم ضد الدفتيريا والكزاز، كما تم تقريرة من قبل منظمة CDC في الاتي:
" تفاعل ارتوس (فرط الحساسية النوع الثالث) نادرا ما يتم تقريره بعد التطعيم، ويمكن حصوله بعد التطعيم بتوكسويد الكزاز أو الدفتيريا. تفاعل ارتوس هو التهاب موضعي في جدران الأوعية الدموية مرتبط بترسيب معقدات مولد الضد-الجسم المضاد وتنشيط نظام المتممة. معقدات مولد ضد-جسم مضاد تتكون في حال وجود تركيز موضعي عالي من مولدات الضد في التطعيم وتركيز عالي من الأجسام المضادة في الدم. تفاعل ارثس يتميز بألم شديد، انتفاخ، تيبس، استسقاء، نزف، وأحيانا موت النسيج. هذه الأعراض والاشارات تظهر من 4-12 ساعة بعد التطعيم. كانت قد نصحت ACIP أن من يحصل معه تفاعل أرثس بعد تطعيم ضد الكزاز لا يجب أن يتلقاه لأقل من كل 10 سنوات حتى وإن كان للحماية من الكزاز بعد حالات الجروح.